# Paul Hörbiger
Pour les articles homonymes, voir Hörbiger.
Paul Hörbiger, né le 29 avril 1894 à Budapest et mort le 5 mars 1981 à Vienne, est un acteur autrichien.
Il est le fils de Hans Hörbiger et le frère d'Attila Hörbiger. Il a joué dans plus de 250 films.

## Biographie

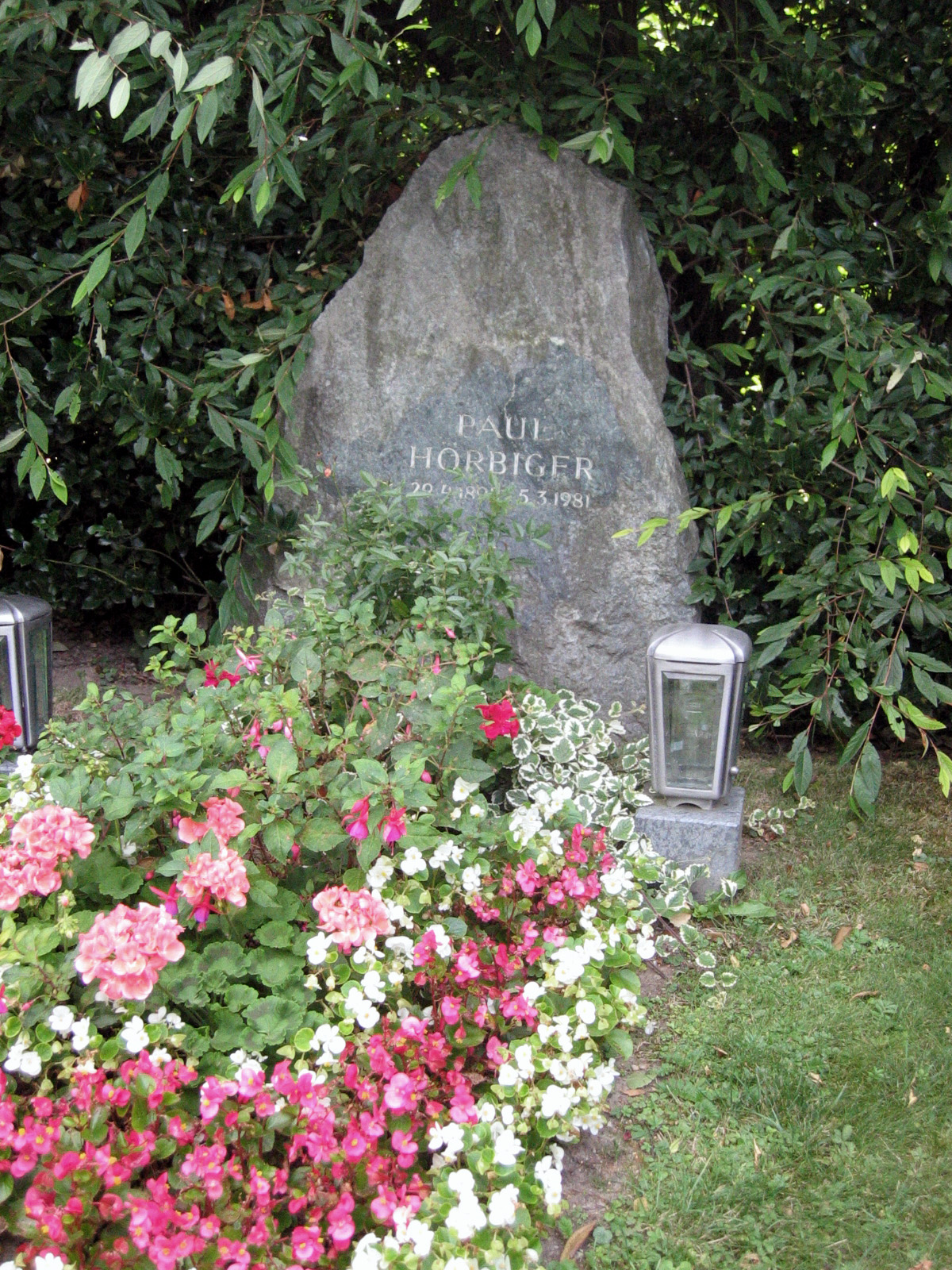
Tombe d'honneur de Paul Hörbiger au cimetière central de Vienne (32C-52)

Après des études de théâtre à la Schauspielschule Otto, il commence sa carrière en 1919 au théâtre municipal de Liberec en Bohême, puis de 1920 à 1926 au Deutsches Theater à Prague. Sa carrière décolle grâce à son engagement au Deutsches Theater de Berlin de Max Reinhardt où il travaille de 1926 à 1940. Parallèlement, il joue depuis 1929 au Baranowsky-Bühnen (théâtre Baranowsky) et au Kabarett der Komiker (Cabaret des Comiques) (de).
Dans les années 1930, Paul Hörbiger devient, grâce au cinéma parlant, l'un des acteurs les plus populaires du cinéma de langue allemande. Dans ses rôles, il incarne un homme au grand cœur et à la joie de vivre. Il trouve en Hans Moser son partenaire idéal. De 1940 à 1943 Paul Hörbiger joue au Burgtheater de Vienne. Au Salzburger Festspiele de 1943, il incarne Papageno, avec comme partenaire Gusti Huber, dans La Flûte enchantée de Mozart.
En 1936 il fonde, avec le metteur en scène E. W. Emo et le consul autrichien Karl Künzel (de) à Berlin, la société de production Algefa qui a existé jusqu'en 1955.
Comme beaucoup d'autres acteurs, Paul Hörbiger participe en 1938, après l'Anschluss, à l'« appel des artistes viennois » dans la propagande nazie en faveur du référendum d'annexion. D'autre part, Hörbiger a aidé de nombreux collègues juifs du milieu artistique viennois à fuir en Suisse. En 1945, il est arrêté par les Nazis et condamné à mort pour haute trahison. Sa mort a été annoncée par erreur par la BBC.
Après la guerre, Paul Hörbiger poursuit sa carrière d'acteur. Il connait de grands succès dans les années 1950. Parmi les films les plus connus de cette période figurent Le Troisième Homme (The Third Man), Hallo Dienstmann, Le Rapt des Sabines, Les Jeunes Années d'une reine, Mam'zelle Cri-Cri et La Marraine de Charley (de). De 1947 à 1949, Hörbiger préside le club de football First Vienna FC 1894.
À partir du milieu des années 1960, Paul Hörbiger joue de plus en plus au théâtre, parce que le cinéma le cantonne par trop dans le rôle du Viennois paisible.
Sa dernière apparition date de 1980 : il joue au Burgtheater dans la pièce Komödie der Eitelkeit de Elias Canetti, mise en scène de Hans Hollmann (de).

## Une famille d'acteurs
Paul Hörbiger est le fils de Hans Hörbiger, le fondateur de la doctrine de la glace éternelle (Welteislehre), il est le frère d'Attila Hörbiger et l'oncle d'Elisabeth Orth, Christiane Hörbiger et Maresa Hörbiger, grand-oncle de Cornelius Obonya (de). Marié depuis 1921 avec l'actrice Josepha „Pippa“ Gettke (1895-1989), il est père de Christl (née le 17 mars 1922), de Hansi (né en 1926 et mort le 16 mars 1929), de Monika (née le 5 mai 1930, mère de Christian Tramitz (de)) et de Thomas Hörbiger, lui-même acteur et père de Mavie Hörbiger.

## Filmographie partielle
- 1928 : Dyckerpotts Erben (Les Héritiers de Dyckerpott)
- 1928 : La Grande Aventurière (Die große Abenteuerin) de Robert Wiene
- 1928 : Les Espions de Fritz Lang
- 1928 : La Dame au masque (Die Dame mit der Maske) de Wilhelm Thiele
- 1928 : Ungarische Rhapsodie de Hanns Schwarz
- 1930 : Deux Cœurs, une valse (Zwei Herzen im Dreiviertel-Takt) de Géza von Bolváry : Ferdinand, un cocher
- 1930 : L'Immortel Vagabond de Gustav Ucicky et Joe May
- 1931 : Princesse, à vos ordres (Ihre Hoheit befiehlt) de Hanns Schwarz
- 1931 :  Le congrès s'amuse
- 1931 :  Le Traître
- 1932 : Une nuit à Vienne (Es war einmal ein Walzer) de Victor Janson
- 1932 : Scampolo, ein Kind der Straße de Hans Steinhoff
- 1933 : Liebelei de Max Ophüls
- 1933 : Tout mon coeur Veronika (Gruß und Kuß - Veronika) de Carl Boese
- 1934 : Princesse Czardas
- 1938 : Magda de Carl Froelich
- 1939 : Une mère (Mutterliebe) de Gustav Ucicky
- 1942 : Un grand amour (Die große Liebe) de Rolf Hansen
- 1942 : Aimé des dieux (Wen die Götter lieben) de Karl Hartl
- 1949 : Le Troisième Homme de Carol Reed
- 1952 : Vienne, premier avril an 2000 (1. April 2000) de Wolfgang Liebeneiner
- 1952 : L'Histoire passionnante d'une star (Hannerl, ou en Allemagne Ich tanze mit dir in den Himmel hinein) d'Ernst Marischka : Hermann Gerstinger, le directeur
- 1955 : Mam'zelle Cri-Cri (Die Deutschmeister) d'Ernst Marischka
- 1955 : Le Joyeux Vagabond (Der fröhliche Wanderer) de Hans Quest
- 1956 : Facteur en jupons (Die Christel von der Post) de Karl Anton
- 1964 : Marika, un super show
- 1965 : Le Superbe Étranger
- 1972 : Ils le baptisèrent Krambambuli

## Récompenses et distinctions
- 1942 : Acteur d'État (Staatsschauspieler (de))
- 1964 : Ordre du mérite en or de la République d'Autriche
- 1964 : Médaille d'honneur de la capitale fédérale Vienne (Ehrenmedaille der Bundeshauptstadt Wien (de))
- 1969 : Acteur de chambre (Kammerschauspieler)
- 1969 : Filmband in Gold (de) pour son œuvre longue et exceptionnelle dans le cinéma allemand
- 1972 : Anneau Girardi
- 1974 : Croix d'honneur autrichienne de première classe pour la science et l'art (Österreichisches Ehrenkreuz für Wissenschaft und Kunst (de))
- 1977 : Anneau d'honneur de la ville de Vienne (Ehrenring der Stadt Wien (de))
- 1980 : Anneau Nestroy (Nestroy-Ring (de))

## Documentaire
- Christina Höfferer et Andreas Kloner, Hörbiger. Eine Familienaufstellung, ORF-Radiofeature, 2008, 54 minutes